# Nordisk kombination vid olympiska vinterspelen 1994
Resultat från tävlingarna i nordisk kombination vid olympiska vinterspelen 1994 i Lillehammer, Norge.

## Herrar

### Individuellt
| Placering | Namn                      | Tid     |
| --------- | ------------------------- | ------- |
| Guld      | Fred Børre Lundberg (NOR) | 39.07,9 |
| Silver    | Takanori Kono (JPN)       | 40.25,4 |
| Brons     | Bjarte Engen Vik (NOR)    | 40.26,2 |
| 4         | Kenji Ogiwara (JPN)       | 41.16,7 |
| 5         | Ago Markvardt (EST)       | 41.49,8 |
| 6         | Hippolyte Kempf (SUI)     | 42.53,2 |
| 7         | Jean-Yves Cuendet (SUI)   | 43.03,5 |
| 8         | Trond Einar Elden (NOR)   | 43.10,7 |

### Lag
| Placering | Lag                                                               | Tid       |
| --------- | ----------------------------------------------------------------- | --------- |
| Guld      | Japan (Takanori Kono, Masashi Abe, Kenji Ogiwara)                 | 1:22.51,8 |
| Silver    | Norge (Knut Tore Apeland, Bjarte Engen Vik & Fred Børre Lundberg) | 1:27.40,5 |
| Brons     | Schweiz (Jean-Yves Cuendet, Hippolyt Kempf & Andreas Schaad)      | 1:30.39,9 |
| 4         | Estland (Magnar Freimuth, Ago Markvardt & Allar Levandi)          | 1:33.07,4 |
| 5         | Tjeckien (Zbyněk Pánek, Milan Kučera & František Maka)            | 1:34.55,9 |
| 6         | Frankrike (Sylvain Guillaume, Stéphane Michon & Fabrice Guy)      | 1:35.33,0 |
| 7         | USA (John Jarrett, Todd Lodwick & Steven Heckman)                 | 1:36.07,4 |
| 8         | Finland (Topi Sarparanta, Jari Mantila & Tapio Nurmela)           | 1:36.19,4 |